# Arnold Jaskowski
Arnold Jaskowski (ur. 7 grudnia 1897 roku w Olkuszu, zm. ?) – major piechoty Wojska Polskiego

## Życiorys
Arnold Jaskowski w Moskwie ukończył Jarosławski Korpus Kadetów oraz Aleksandrowską Szkołę Wojskową. Od 1 maja 1916 roku służył w armii rosyjskiej, gdzie przydzielono go do 24 Syberyjskiego pułku piechoty w którym 1 października 1916 roku mianowany został chorążym piechoty. Od lutego do marca 1917 roku w 282 pułku piechoty dowodził plutonem, a następnie przydzielony został do 744 pułku piechoty, gdzie również dowodził plutonem i awansował do stopnia podporucznika piechoty. Od sierpnia do października 1917 roku przebywał w szpitalu w WoImarku, a po opuszczeniu szpitala służył w 434 pułku piechoty na stanowisku dowódcy kompanii zwiadu.
Po rewolucji październikowej przeszedł 12 listopada 1917 roku do I Korpusu Polskiego w Rosji i przydzielony został do Legii Rycerskiej. 20 stycznia 1918 roku został w Homlu uwięziony przez bolszewików, ale zdołał zbiec i powrócić do jednostki. Przedostał się na Syberię po demobilizacji Korpusu. Służył krótko w 1 pułku strzelców, a we wrześniu 1918 roku odkomenderowano go do polskiej szkoły oficerskiej w Nowonikołajewsku i po ukończeniu której 7 czerwca 1919 roku przydzielony był do 2 pułku strzelców w składzie 5 Dywizji Strzelców w którym dowodził plutonem, a od 19 września do 2 listopada 1919 roku kompanią zwiadu i dowodził również oddziałem konnych zwiadowców pułku. 10 stycznia 1920 roku koło stacji Klukwiennaja wraz z resztą dywizji dostał się do niewoli, ale wkrótce zbiegł i przez Estonię 11 sierpnia 1920 roku dotarł do Warszawy. 19 sierpnia 1920 roku został odesłany do 2 Syberyjskiego pułku piechoty w którym objął dowództwo 3 kompanii. Po zakończeniu walk został 19 stycznia 1921 roku awansowany do stopnia porucznika piech. ze starszeństwem z dniem 1 czerwca 1919 roku i skierowany na kurs doszkalający w Grudziądzu na którym przebywał od lutego do marca 1921 roku. Po kursie powrócił do pułku i dowodził 1 i 2 kompanią strzelecką. 3 maja 1922 roku został zweryfikowany w stopniu porucznika ze starszeństwem z dniem 1 czerwca 1919 roku i 647. lokatą w korpusie oficerów piechoty. W latach 1923–1924 był adiutantem baonu sztabowego, a później ponownie dowodził kompanią awansując do stopnia kapitana ze starszeństwem z dniem 15 sierpnia 1924 roku. Przeniesiony 5 listopada 1928 roku do 1 pułku piechoty Legionów w którym dowodził kompanią oraz był adiutantem pułku. 3 listopada 1932 roku został powołany do Wyższej Szkoły Wojennej w Warszawie, w charakterze słuchacza Kursu 1932/34. W 1933 roku nie ukończywszy kursu powrócił do służby liniowej w 1 pułku piechoty Legionów. Przeniesiony został 17 czerwca 1934 roku do 85 pułku piechoty. 27 czerwca 1935 roku awansował do stopnia majora ze starszeństwem z dniem 1 stycznia 1935 roku i 12. lokatą w korpusie oficerów piechoty. Po awansie dowodził baonem.
11 kwietnia 1938 roku objął dowództwo III baonu 80 pułku piechoty i pozostał na tym stanowisku również po mobilizacji pułku. Po wycofaniu się spod Mławy nad Narew, dowodził przejściowo zgrupowaniem, a na czele swego baonu od 14 września 1939 roku uczestniczył w obronie Warszawy (obrona Utraty i Targówka). Uniknął niewoli po kapitulacji stolicy i w listopadzie 1939 roku przedostał się do Francji. Przydzielony został w lutym 1940 roku do Brygady Strzelców Podhalańskich jako dowódca IV baonu, wraz z którym uczestniczył w kampanii norweskiej oraz francuskiej. Po rozwiązaniu brygady służył m.in. w I Korpusie Polskim w Wielkiej Brytanii.
Publikował w londyńskiej „Polsce Walczącej”, a w 1944 roku wydał w Glasgow książkę „Kampania norweska”. Po wojnie pozostał na emigracji.

## Ordery i odznaczenia
- Krzyż Srebrny Orderu Wojennego Virtuti Militari
- Krzyż Niepodległości
- Krzyż Walecznych – trzykrotnie